# Municipalità Regionale di Waterloo
La Municipalità Regionale di Waterloo è una suddivisione dell'Ontario in Canada, nella regione dell'Ontario sudoccidentale. Al 2006 contava una popolazione di 478.121 abitanti. Il suo capoluogo è Kitchener.

## Geografia fisica
La municipalità di Waterloo copre una superficie di 1,368.94 km2. Essa comprende le seguenti città:
- Città di Cambridge
- Città di Kitchener
- Città di North Dumfries
- Città di Waterloo
- Città di Wilmot
- Città di Wellesley
- Città di Woolwich